# La Lutte pour Jérusalem
Pour la femme politique italienne, voir Rosa Alba Testamento.
Pour plus de détails, voir Fiche technique et Distribution.
La Lutte pour Jérusalem (Il vecchio testamento) est un film italo-français sur grand écran, coproduction internationale réalisée et coécrite par Gianfranco Parolini, sortie en 1963.
Le film a été tourné en Yougoslavie, le scénario est inspiré de la révolte des Maccabées contre les Syriens (175-140 av. J.-C.).

## Synopsis
Le film est une reconstitution fantastique des événements réels qui se sont déroulés environ deux siècles avant la naissance du Christ quand le peuple d'Israël a dû lutter contre les dirigeants hellénistes dirigés par Judas Maccabée et ses frères.

## Fiche technique
- Titre français : La Lutte pour Jérusalem[1]
- Titre original : Il vecchio testamento
- Réalisation :	Gianfranco Parolini
- Sujet : Ghigo De Chiara, Luciano Martino, Giorgio Prosperi
- Scénario : Gianfranco Parolini, Giovanni Simonelli
- Maison de production :	Cinematografica Associati, Comptoir Français du Film Production
- Photographie :	Francesco Izzarelli
- Montage : Edmondo Lozzi
- Effets spéciaux : Roberto Morelli
- Musique : Angelo Francesco Lavagnino
- Décors : Niko Matul (crédité comme Nico Matul), Giuseppe Ranieri
- Costumes : Vittorio Rossi
- Truquage : Piero Mecacci
- Langue originale : italien
- Durée : 88 min
- Format : 2,35 : 1
- Genre : action, aventure
- Pays de production :  France et  Italie
- Dates de sortie : 
  - Italie : 10 avril 1963
  - France : 24 novembre 1967[1]

## Distribution
Dans la version américaine plusieurs acteurs sont crédités avec les noms d'acteurs américains qui avaient paru dans des films semblables : Jean (Charlton) Heston et Susan (Debra) Paget.
- Brad Harris : Simon
- Djordje Nenadovic : Judas Maccabée
- Ivano Staccioli : Antiochos IV
- Franca Parisi (it) : Miza
- Mara Lane : Diotima
- Philippe Hersent : Namele
- Carlo Tamberlani : Mattathias
- Jacques Berthier : Apollonius, commandant militaire de l'Empire Séleucide
- Alan Acier